# جوانا كاميرون
جوانا كاميرون (بالإنجليزية: Joanna Cameron)‏ هي عارضة وممثلة أمريكية، ولدت في 20 سبتمبر 1951 بأسبن في الولايات المتحدة.

## وصلات خارجية
- جوانا كاميرون على موقع IMDb (الإنجليزية)
- جوانا كاميرون على موقع ألو سيني (الفرنسية)
- جوانا كاميرون على موقع قاعدة بيانات الفيلم (الإنجليزية)